# Friedrich Augstein
Friedrich Franz Maria Augstein (* 1884; † 1960) war ein deutscher Unternehmer.
Augstein stammte aus Bingen und war der Sohn des Weinhändlers Joseph Augstein. 1913 verkaufte er den Anteil an der väterlichen Weinhandlung und erwarb einen Anteil am Orionwerk Bülter & Stammer, einer Fabrik für Fotowaren in Hannover. Aus dieser Firma ging 1921 die Orion-Werk AG hervor, deren Geschäftsführer er in den 1920er Jahren blieb. 1928 verkaufte er seinen Unternehmensanteil; fünf Jahre darauf ging die Orion-Werk AG in Konkurs.
1938 eröffnete Augstein in Hannover das Foto-Fachgeschäft Photo-Augstein – Spezialität: Hervorragende Vergrößerungen – in der Vahrenwalder Straße 39b.
Unter den sieben Kindern waren die Söhne Rudolf Augstein und Josef Augstein. Die Namensgebung des vom Sohn Rudolf 1947 in Hannover gegründeten Nachrichtenmagazins „Der Spiegel“ soll auf einen Vorschlag des Vaters Friedrich Augstein zurückgehen.